# Sideroxylon octosepalum
Sideroxylon octosepalum är en tvåhjärtbladig växtart som först beskrevs av Ignatz Urban, och fick sitt nu gällande namn av Terence Dale Pennington. Sideroxylon octosepalum ingår i släktet Sideroxylon och familjen Sapotaceae. IUCN kategoriserar arten globalt som nära hotad. Inga underarter finns listade i Catalogue of Life.